# Sceau de l'État de New York

Sceau de l'État de New York.

Le Sceau de l'État de New York est le sceau officiel de l'État de New York aux États-Unis. La déesse de la Justice symbolise la liberté avant la loi. Elle est représentée les yeux bandés et porte la balance de la justice dans la main gauche. La déesse de la liberté, qui symbolise la liberté, porte une lance avec un bonnet phrygien, une couronne renversée se trouvant à ses pieds, pour signifier l'indépendance du Royaume-Uni. Au centre du sceau on peut voir un blason dans lequel apparait le Soleil et deux voiliers remontant le fleuve Hudson. Le blason est surmonté d'un globe terrestre montrant l'Océan Atlantique et un Pygargue à tête blanche. Sous le blason sur un ruban blanc, on peut lire la devise officielle de l'État : "Excelsior", qui peut être traduit du latin par "ever upwards", en français "toujours plus haut", "toujours mieux".